# ليوار
ليوار هي قرية في مقاطعة مرند، إيران. عدد سكان هذه القرية هو 2,187 في سنة 2006.